# San Francisco
San Francisco (izvirno angleško San Francisco, California) je četrto največje mesto v Kaliforniji; hkrati je tudi okrožje. Po oceni iz leta 2004 ima 744.230 prebivalcev, širše mestno območje preko 3 milijone, metropolitanska regija okoli 4,5 do 5 milijonov, širša pa skoraj 8 milijonov.  
Samo mesto leži na skrajnem delu polotoka San Francisco, hkrati pa zajema več otokov v zalivu San Francisca in ožini Golden Gate, preko katere je speljan znameniti Most Golden Gate.